# املت عربی

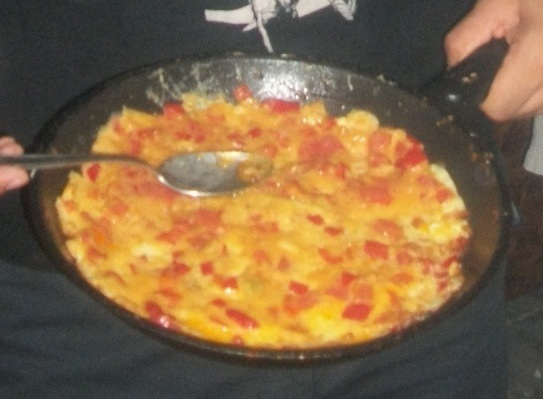
املت عربی که در مصر پخسته می‌شود

املت عربی (عربی: عجة البیض «اغت البیض» یک غذای تخم مرغی در غذاهای عربی است که شبیه به فریتاتا است. املت عربی معمولاً با ادویه‌هایی مانند دارچین، زیره، دانه یا برگ گشنیز، زردچوبه، کشمش، آجیل کاج، جوز هندی و گیاهان تازه چاشنی می‌شود. به‌طور کلی غلیظ است، معمولاً با سبزیجات و گاهی گوشت پر می‌شود و تا زمانی که کاملاً سفت شود پخته می‌شود. معمولاً دایره‌ای شکل است و به شکل مستطیل، گاهی گرم و گاهی سرد سرو می‌شود. املت عربی را می‌توان به عنوان پیش غذا، غذای اصلی یا پیش غذا سرو کرد.
انواع املت عربی می‌تواند شامل پرکردن‌هایی مانند؛ کدو سبز، پیاز، گوجه فرنگی، اسفناج، نان، کنگر فرنگی، مرغ و تره فرنگی.
غذای مشابهی در اندونزی به نام مارتاباک وجود دارد که شامل ایجاد پوست تخم مرغ (یا گاهی یک خمیر نازک) برای پختن آن از داخل است. همچنین با سس غوطه ور سرو می‌شود. املت عربی همچنین شبیه فریتاتا، املت اسپانیایی، کوکو ایرانی یا املت به سبک فرانسوی است.